# The Pointer Sisters
Pointer Sisters je americká popová a R&B hudební skupina, která byla založena v roce 1969 ve městě Oakland, ve státě Kalifornie. Jejich největší úspěch se dostavil na přelomu sedmdesátých a osmdesátých let. Kapela je aktivní i v současnosti. Jejich repertoár se měnil s přibývajícími dekádami (a léty), disco, pop, rock, jazz, bebop, blues, funk, dance či nová vlna. To jsou některé žánry, kterými tato skupina prošla. Jak už název kapely sám vypovídá, kapela se skládá ze sester Anity, Ruth a Issa Pointerových (původně do kapely patřila i Bonnie Pointer).

## Diskografie
- 1973 – The Pointer Sisters (Blue Thumb)
- 1974 – That's A Plenty (Blue Thumb)
- 1974 – Live At The Opera House (Blue Thumb)
- 1975 – Steppin' (Blue Thumb)
- 1977 – Having A Party (Blue Thumb)
- 1978 – Energy (Planet)
- 1979 – Priority (Planet)
- 1980 – Special Things (Planet)
- 1981 – Black & White (Planet)
- 1982 – So Excited (Planet)
- 1983 – Break Out (Planet)
- 1985 – Contact (RCA)
- 1986 – Hot Together (RCA)
- 1988 – Serious Slammin' (RCA)
- 1990 – Right Rhythm (Motown)
- 1993 – Only Sisters Can Do That (SBK)
- 1996 – Ain't Misbehavin' (The New Cast Recording, Musical) (RCA)
- 2004 – The Collection (live) (Madacy)